# モスラの歌
「モスラの歌」（モスラのうた）は、映画『モスラ』の劇中歌。
映画『モスラ』をはじめとする映画に登場する怪獣モスラのテーマソングとして、広く知られる。

## 概要
映画『モスラ』の中で小美人が歌う、モスラを呼び出すための歌。作中では架空の島「インファント島」で発見された石碑に書かれた碑文という設定である。
「モスラ」の代名詞とも言える楽曲であり、モスラが登場する映画にはそれぞれにアレンジされたバージョンが劇中歌として流れるが、第1作目の主題歌は「インファントの娘」という別の楽曲であった。
書籍『ゴジラ大百科 新モスラ編』では、本曲のメロディは古関が作曲した「イヨマンテの夜」および「黒百合の歌」の要素を引き継いでいると分析している。

### 歌詞について
歌詞はインドネシア語を用いており、内容は新潟大学の公式サイトで解説されている。
作詞者の由起こうじは田中友幸、本多猪四郎、関沢新一の共同ペンネームとされるが、本多は自身の筆名であることを否定している。レコードでは映画と関係なく東宝レコード側でクレジットしていたため、1990年代までJASRACでは作詞者が「1番：不詳、2番：梶田興治」で登録されていた。
本多によると、東京大学に通うインドネシアの男子留学生に歌詞の意味を伝え、それをインドネシア語に訳してもらったものであるという。一方、中野昭慶によると、自分も含めて助監督たちがフランス語で原詩を作り、それを英語読みにしてからエスペラント語にし、それを歌ったものを逆再生して文字に起こしたものであるという。
『ゴジラvsモスラ』のクレジットでは、田中・本多・関沢の連名で記載している。『vsモスラ』制作時に音楽プロデューサーの岩瀬政雄が実際の作詞者を調べた結果、田中・本多・関沢によるコンセプトをインドネシアの留学生が訳したものと結論づけた。JASRACが正式に申請を受理した時には、既に3名とも死去した後であった。
歌詞のカタカナ表記は、フォース助監督であった針生宏が手掛けた。針生によれば、インドネシア語とみられるローマ字の歌詞をカタカナに描き起こしたといい、曲をつける際に歌いやすいよう変えるだろうと考えていたが、完成作品では針生の書いたものがそのまま使われており、驚いたという。
平成モスラシリーズの監督を務めた米田興弘によれば、同シリーズにて歌詞の解析を行ったところ、架空の言語であるがマラヨ・ポリネシア語族に属しているとの結果を受けたといい、『モスラ3 キングギドラ来襲』ではこれをもとにインファント語を創作している。
文芸評論家の小野俊太郎は、日本語ではない意味不明な歌詞であることが、曲に呪術性を与え、耳に残るものとなったと評している。

## オリジナルバージョン
- 作詞：由起こうじ
- インドネシア語訳詞：不詳
- 作曲：古関裕而
- 編曲：古関裕而
- 歌：ザ・ピーナッツ（伊藤エミ、伊藤ユミ）
- 使用作：『モスラ』、『モスラ対ゴジラ』（伴奏なし）

1978年5月にキングレコードからシングルレコードとしてモノラル音源で発売された後、ステレオ録音の音源が発見され、1991年発売の『ゴジラ・ボーカルコレクション』（ビクター音楽産業）に初収録された。
古関による直筆楽譜は、古関裕而記念館が所蔵している。

## 『ゴジラvsモスラ』バージョン
- 編曲：高田弘
- 歌：今村恵子、大沢さやか
- 『ゴジラvsモスラ』主題歌

1992年11月4日に東芝EMIからシングルCDとして発売された。カップリング曲は「聖なる泉」。当初シングルカットの予定はなかったが、東宝宣伝部と東宝音楽出版の説得により発売にこぎつけ、オリコンチャート最高65位にランクインするなど好調な売上を受け、EMIも急遽CMスポットを制作するに至った。
『ゴジラvsモスラ』劇中で使用されているバージョンは、音楽担当の伊福部昭が編曲を行った。本曲の使用は脚本で指定されており、監督の大河原孝夫もこれを希望した。脚本ではすべて「モスラの歌」となっていたが、大河原の要望により伊福部作曲による「マハラ・モスラ」「聖なる泉」も使用している。
旧作での原住民のイメージが強い太鼓は外され、伊福部の2曲に合わせたオーケストレーションとしている。伊福部は、「モスラの歌」はポップス的な性格であったため、宗教的なバックハーモニーとしたが、拍を切らないよう指定したため指揮者には苦労をかけたと述懐している。音楽プロデューサーの岩瀬は、格調高い名アレンジであったと評している。

## 平成モスラシリーズバージョン
- 編曲：渡辺俊幸
- 歌：小林恵、山口紗弥加（『モスラ3』のみ建みさと）
- 使用作：『モスラ』、『モスラ2 海底の大決戦』、『モスラ3 キングギドラ来襲』

小林恵、山口紗弥加の歌は1996年12月16日にポニーキャニオンから発売された『「モスラ」オリジナル・サウンドトラック完全盤』に収録された。
小林恵、建みさとの歌は1998年11月26日に東芝EMIから発売された『モスラ3 キングギドラ来襲』に収録された。 
編曲を担当した渡辺は、エアリスが親モスラを呼ぶシチュエーションから明るくは歌えないと考え、今までにない「モスラの歌」になるよう新鮮な響きとなることを意識したという。伴奏のマリンバとパーカッションは、原始的な地球のエネルギーを表現している。
1作目では死を覚悟した親モスラが戦いに挑む場面で流れるためトラックダウン段階でエネルギッシュさを削ぎ落としており、『モスラ2』では1作目と同じアレンジとし、削ぎ落とした部分も復活させて用いている。『モスラ3』では、アレンジは前2作と同じであるが、監督の米田興弘からの要望により『三大怪獣 地球最大の決戦』の挿入歌「幸せを呼ぼう」をオマージュしたモスラへの呼びかけを加えている。
『モスラ2』での新モスラに張り付いたベーレムをエリアスがビームで落とそうとするシーンでは、「モスラーヤ、モスラ」の部分のみを繰り返す「応援の歌」が用いられた。

## 『ゴジラ×モスラ×メカゴジラ 東京SOS』バージョン
- 編曲：大島ミチル
- 歌：大塚ちひろ、長澤まさみ
- 使用映画：『ゴジラ×モスラ×メカゴジラ 東京SOS』

2003年12月3日にキングレコードから発売された『「ゴジラ×モスラ×メカゴジラ 東京SOS」オリジナル・サウンドトラック』に収録された。

## とんでこいモスラ
- 作詞：由起こうじ
- 編曲：筒井広志
- 歌：松村さち子

『三大怪獣 地球最大の決戦』の再上映版『ゴジラ・モスラ・キングギドラ 地球最大の決戦』（1971年）に合わせて作られた。日本語詞を追加した、モスラのテーマソング。
1971年12月に東宝レコードから松島みのりの「ムーミンのうた」との両A面シングルとして発売された。
本曲における作詞の由起こうじは、『モスラ対ゴジラ』などで助監督を務めていた梶田興治の筆名である。当時、梶田は東宝テレビ部でプロデューサーを務めていたが、東宝レコードに移籍していた元同僚からの依頼であったという。

## モスラ・メタル
- 作詞・作曲・編曲：柴田直人（作詞・作曲は奇跡の詩パート。編曲はモスラの歌を含めた物）
- 歌：尾藤イサオ&ザ・ピーナッツ

1998年にリリースされたコンピレーションアルバム『決定版 モスラ MOTHRA SONG THE BEST』（キングレコード KICS-708）収録作品。当時、LOUDNESSのメンバーだった柴田直人（現ANTHEM）が「モスラの歌」の編曲及び書き下ろし曲（作詞・作曲）「奇跡の詩」を合わせたものである。ボーカルはザ・ピーナッツの「モスラの歌」の音源と尾藤イサオ。演奏は柴田直人プロジェクト。
後年、尾藤は本作について、柴田のプロデュース能力を高く評価はしているものの、唯一ボーカルの音量が小さかった事に不満を述べていた。

## その他のカバー
- 夢限会社 featuring ナッツ - 1983年、12インチシングル。（日本コロムビア）
- 平山みき - 1993年2月、アルバム『平山みきのエキゾチカ大魔境』に収録[35]。
- 藍川由美 - 1996年5月、アルバム『古関裕而歌曲集』に収録[36]。
- 中川翔子・平野綾 - 2016年、トリビュートアルバム『ザ・ピーナッツ トリビュート・ソングス』に収録[37][38]。
- チャラン・ポ・ランタン 2017年の『ゴジラ伝説V』に収録。
- 『モスラがきます ザ・ピーナッツ・ダンス・リミックス 1991』（キングレコード）にリミックス版が収録[39]。
- ゴジラ キング・オブ・モンスターズ ベアー・マクレアリーによるアレンジが登場。歌詞はないがメロディはオリジナルに忠実であり、作曲には古関裕而の名前がクレジットされている。
- アメリカのニューヨーク出身のヒップホップ・アーティスト、ラッパーRZAとDJ Scratchによる2022年発表のアルバム「Saturday Afternoon Kung Fu Theater」に収録されている楽曲「Kaiju」でモスラの歌がサンプリングされている。